# Central Elèctrica Can Surós
La Central Elèctrica Can Surós és una obra de Besalú (Garrotxa) protegida com a Bé Cultural d'Interès Local.

## Descripció
Edifici del primer quart del segle xx. Conté una central hidroelèctrica que durant anys funcionà i subministrà energia al municipi. La central té un canal d'aigua que prové del riu Fluvià, passa per sota l'edifici i després deriva cap al camp de les hortes.